# Bricelyn
Bricelyn és una població dels Estats Units a l'estat de Minnesota. Segons el cens del 2000 tenia 379 habitants.

## Demografia
Segons el cens del 2000, Bricelyn tenia 379 habitants, 182 habitatges, i 101 famílies. La densitat de població era de 487,8 habitants per km².
Dels 182 habitatges en un 21,4% hi vivien nens de menys de 18 anys, en un 49,5% hi vivien parelles casades, en un 2,2% dones solteres, i en un 44% no eren unitats familiars. En el 39,6% dels habitatges hi vivien persones soles el 20,3% de les quals corresponia a persones de 65 anys o més que vivien soles. El nombre mitjà de persones vivint en cada habitatge era de 2,08 i el nombre mitjà de persones que vivien en cada família era de 2,8.
Per edats la població es repartia de la següent manera: un 20,8% tenia menys de 18 anys, un 5,8% entre 18 i 24, un 22,4% entre 25 i 44, un 23,7% de 45 a 60 i un 27,2% 65 anys o més.
L'edat mediana era de 46 anys. Per cada 100 dones de 18 o més anys hi havia 106,9 homes.
La renda mediana per habitatge era de 29.375 $ i la renda mediana per família de 39.375 $. Els homes tenien una renda mediana de 31.354 $ mentre que les dones 21.111 $. La renda per capita de la població era de 15.340 $. Entorn del 7,5% de les famílies i el 10,2% de la població estaven per davall del llindar de pobresa.

## Poblacions més properes
El següent diagrama mostra les poblacions més properes.